# Tor Mail
Tor Mail war ein Dienst, der als „Hidden Service“ konzipiert und betrieben wurde und den anonymen Versand von E-Mail sowohl von innerhalb als auch außerhalb des Tor-Netzes ermöglichte.

## Betrieb
Tor Mail bot Zugriff auf ein anonym eingerichtetes E-Mail-Postfach, ohne eine Identifizierung der Nutzer zu verlangen.

„No emails, logs or personal data were stored on those servers, thus it doesn't matter if they are seized or shut down. (etwa: Weder Mails, Logdateien oder Nutzerdaten wurden gespeichert, es ist also egal, ob sie konfisziert oder geschlossen werden)“

Nutzer konnten SMTP, POP3 und IMAP über Webmail oder Mailclient nutzen.

## Abschaltung
Anfang August 2013 ging Tor Mail zunächst mit einer „Wartungsarbeiten werden durchgeführt“-Meldung vom Netz und ist nun vollständig unerreichbar. Aufgrund der zeitlichen Nähe zur Verhaftung von Eric Eoin Marques, dem Betreiber des Dienstes Freedom Hosting, und der darauf folgenden verdächtigen Aktivität von JavaScript-Code auf anderen, ebenfalls dort gelagerten Websites wird die Abschaltung als Vorsichtsmaßnahme des Tor-Mail-Betreibers interpretiert.
Im Januar 2014 wurde bekannt, dass das FBI auf die Daten des Servers von Tor Mail zugreifen konnte. Es wird davon ausgegangen, dass der Standort des Servers in Frankreich im Zuge der Ermittlungen gegen Freedom Hosting bekannt wurde. Durch ein Rechtshilfeersuchen an Frankreich, in dessen Hoheitsgebiet der Server stand, konnte das FBI vom 22. Juli bis 2. August 2013 auf die Daten des Servers zugreifen.